# Diplomaragna hokkaidensis
Diplomaragna hokkaidensis är en mångfotingart som först beskrevs av Karl Wilhelm Verhoeff 1939.  Diplomaragna hokkaidensis ingår i släktet Diplomaragna och familjen Diplomaragnidae. Inga underarter finns listade i Catalogue of Life.